# خوستو خورخي بادرون
خوستو خورخي بادرون (بالإسبانية: Justo Jorge Padrón)، شاعر وكاتب مقالات ومترجم إسباني ولد في لاس بالماس دي غران كناريا في إسبانيا في 1943. درس القانون والفلسفة والآداب في جامعة برشلونة، وفي سنة 1967 عاد إلى مسقط رأسه ومارس المحاماة لمدة سبع سنوات. نشر خلال هذه الفترة قصائده الأولى، وتعرف على الشعراء الإسبان الشباب وتواصل معهم. ترك مهنة المحاماة عام 1974 ليتفرغ للعمل الأدبي، وبعد سنتين من ذلك اختارته وزارة الخارجية ومعهد الثقافة الإسبانية [بالإسبانية] ليطوف في بلدان أمريكا اللاتينية كممثل للجيل الجديد في الشعر الإسباني المعاصر.
مثل خوستو خورخي بادرون إسبانيا عام 1979 في المؤتمر العالمي الرابع للشعراء في كوريا الجنوبية وفي مهرجان الشعر الأوروبي في لوفان. صدر له أكثر من عشرين مجموعة شعرية، وتُرجمت أعماله إلى أكثر من ثلاثين لغة، وهو نفسه كان مترجماً يتخصص في الترجمة من اللغات الإسكندنافية.
حصل على أكثر من عشرين جائزة أدبية مثل جائزة أوروبا الأدبية في سنة 1986 والجائزة الدولية الكبرى في الآداب من بلغاريا عام 1988 وجائزة الإكليل الذهبي عام 1990 وجائزة أورفيوس البلغارية عام 1992 والجائزة الدولية للأكاديمية السويدية عام 1972، وفي سنة 1996 حصل على جائزة نيكيتا ستانيسكو الدولية الكبرى من رومانيا، كما رُشِّح لجائزة نوبل في الآداب.
يتصف شعره بكثرة الاستعارات والخيال الغني. أضفى شعره بعداً جديداً على اللغة الإسبانية، وقوة الرؤية الشعرية وفلسفة الإنشاد. المواضيع الرئيسية في شعر بادرون الحنين إلى الطفولة والمفاهيم المعاصرة للحب والجمال وبهجة الحياة والكون وعظمة الخلق وجماله.